# Marathon (seria)
Marathon – seria gier komputerowych z gatunku first-person shooter wydana przez Bungie Software (twórców późniejszych hitów: serii Myth, Oni oraz Halo) na platformę Macintosh.
Pierwsza gra, Marathon, została wydana w 1994 roku i miała dwie gry kontynuujące ją: Marathon 2: Durandal (1995) i Marathon: Infinity (1996). Cała seria kontynuuje historię rozpoczętą w grze Pathways into Darkness.

## Seria gier

### Marathon
Gra Marathon opisuje atak Obcych na statek ludzki Marathon w roku 2794. Gracz wciela się w oficera ochrony, który musi stawić czoło rasie Obcych o nazwie Pfhor.

### Marathon 2: Durandal
Marathon 2 to kontynuacja Marathon'a. Akcja tej gry ma miejsce 17 lat po wydarzeniach z pierwszej części. Gra została wydana nie tylko na platformę Apple Macintosh, ale też dla systemu Windows 95.

### Marathon Infinity
Ostatnia część serii, miała więcej akcji i poziomów niż Marathon 2.

### Aleph One
Gra doczekała się stworzenia przez fanów darmowego silnika gry na różne platformy na podstawie opublikowanego przez Bungie Software kodu źródłowego drugiej części. Nazwa Aleph One powstała dzięki chęci utworzenia liczby większej niż Infinity (nieskończoność).

## Postacie
Pfhor – Insektoidalna rasa łowców niewolników, przemierzają galaktyki w poszukiwaniu zamieszkanych planet, by potem zniewolić jej mieszkańców i przejąć ich technologię – główni antagoniści serii
S'pht – Technologicznie zaawansowana rasa całkowicie zniewolona przez Pfhory. Mistrzowie w obsłudze jakiegokolwiek sprzętu elektronicznego, niezdolni do życia po odłączeniu się od mechanicznych komponentów przyłączanych do nich przy narodzinach. Mieszkańcy planety Lh'owon.
F'lickta – Stworzenia zamieszkujące podmokłe tereny na Lh'owon. Wykorzystywane przez S'phtów do filtrowania wody. Zaatakowane potrafią zażarcie bronić swojego terytorium.
Jjaro – Tajemnicza rasa obcych, która stworzyła S'phtów. W niewyjaśnionych okolicznościach zniknęła pozostawiając po sobie wiele artefaktów i stacji gwiezdnych.
BOB's (Born On Board) – Ludzie urodzeni na pokładzie Marathona.
Leela – Jedna z trzech AI na Marathonie. Dbająca o załogę, niezwykle pomocna dla gracza.
Durandal – Jeden z trzech AI na Marathonie, odpowiedzialny za otwieranie i zamykanie drzwi, systemy sanitarne i automatyczne kuchnie na pokładzie. Zostaje w nieznacznym stopniu uszkodzony, przez co zyskuje samoświadomość i postanawia wyzwolić się spod ludzkiego jarzma. Niezwykle arogancki, cyniczny i nieprzewidywalny, z jakiegoś powodu głównego bohatera żywi sympatią. Uważany za głównego przełożonego i zwierzchnika gracza przez całą trylogię.
Tycho – Jeden z trzech AI na Marathonie. Jego zadaniem na statku była pomoc i asystowanie naukowcom w ich badaniach. Odwieczny rywal Durandala. W pierwszej grze gra małą rolę, w pozostałych dwóch częściach uznawany jest za głównego antagonistę serii zaraz po Pfhorach.
Admirał Tfear – Dowódca Siódmej Floty Bitewnej Wschodniego Skrzydła. Uznawany za najdłużej służącego dowódcę w armii Pfhorów. Nazywany przez Durandala "Genialnym strategiem" i "Najbardziej rozgarniętym w dowództwie Pfhorów" przez Tycho.
Thoth – Niezwykle stare AI skonstruowane przez S'phtów zanim zostali zniewoleni. Zawsze pomaga tym, których uważa za przegrywających, niemających szans, uciśnionych, co w pewnym momencie w grze zostaje wykorzystane przez Durandala.
Robert Blake – Były inżynier na Marathonie, przywódca ludzkich sił rewoltujących przeciwko Pfhorom. Był świadkiem inwazji na kolonię Tau Ceti.
Bernard Staruss – Geniusz. Ojciec badań nad współczesną sztuczną inteligencją. Stworzył wszystkie trzy AI na pokładzie Marathona. Umiera w niewyjaśnionych okolicznościach.
W'rkncacnter – Straszliwa bestia zamknięta w słońcu Lh'owon przez Jjaro. Uwolniona ma przynieść zagładę całego wszechświata